# Hercostomus pollinifrons
Hercostomus pollinifrons är en tvåvingeart som beskrevs av Octave Parent 1933. Hercostomus pollinifrons ingår i släktet Hercostomus och familjen styltflugor. Inga underarter finns listade i Catalogue of Life.